# Einstürzende Neubauten
Einstürzende Neubauten (cuya traducción sería: Edificios nuevos derrumbándose o Edificios derrumbados) es una banda musical originada en Berlín en 1980. Su música se clasifica usualmente como industrial o electrónica, pero estos términos no pueden realmente describir el sonido de la banda. Una de las características principales de Einstürzende Neubauten es el uso de instrumentos y sonidos que ellos mismos fabricaron, acompañados de instrumentos tradicionales como guitarra, bajo y sintetizadores. 
La banda perteneció al movimiento dadaísta Die Geniale Dilletanten, que tenía el objetivo de revolucionar la escena musical usando sierras, palas, taladros y demás herramientas de la construcción como instrumentos musicales.

## Miembros Originales
- Blixa Bargeld
- Alexander Hacke
- N.U. Unruh
- F.M. Einheit
- Mark Chung

## Miembros actuales
- Blixa Bargeld
- Alexander Hacke
- N.U. Unruh
- Jochen Arbeit
- Rudi Moser
- Beate Bartel
- Roland Wolf

## Discografía

### Álbumes
- Kollaps (1981)
- Zeichnungen des Patienten O.T. (1983)
- Yu-Gung (1984) Sencillo
- Halber Mensch (1985)
- Fünf Auf der Nach Oben Offenen Richterskala (1987)
- Haus der Lüge (1989)
- Interim (1993)
- Tabula Rasa (1993)
- Ende Neu (1996)
- Silence is Sexy (2000)
- Perpetuum Mobile (2004)
- Alles Wieder Offen (2007)
- Lament (2014)
- Alles in Allem (2020)
- Rampen: apm (alien pop music) (2024)

### EP
- Thirsty Animal, (Einstürzende Neubauten y Lydia Lunch), 1982

### Recopilaciones, directos y ediciones limitadas
- Stahlmusik (1980)
- Stahldubversions (1982)
- Liveaufnahmen 07/81 bis 02/82 (1982)
- Strategien gegen Architekturen 80-83 (1984)
- 2X4 (1984)
- Die Hamletmaschine (1991)
- Strategies Against Architecture II (1991)
- Faustmusik (1996)
- Ende Neu Remixes (1997)
- Berlin Babylon (2001)
- Strategies Against Architecture III (2001)
- 09-15-2000, Brussels (2001)
- Gemini (2003)
- Supporter Album No. 1 (2003)
- Kalte Sterne -early recordings- (2004)
- Grundstück (2005)
- Musterhaus:Anarchitektur (2005)
- Musterhaus:Unglaublicher Lärm (2005)
- Musterhaus:Solo Bassfeder (2005)
- Musterhaus:Redux Orchestra vs. Einstürzende Neubauten (2006)
- Strategies Against Architecture IV 2002 - 2010

### Videos
- Halber Mensch (film) (1985)
- Liebeslieder (1993)
- Stella Maris (1996)
- 20th Anniversary Concert (2000)
- Phase II DVD (forthcoming) (2005)

## Varios
- Su logo puede estar inspirado por la monada jeroglífica de John Dee